# Emily Remler
Emily Remler (ur. 18 września 1957, zm. 4 maja 1990) – amerykańska gitarzystka jazzowa, była aktywna od późnych lat 70. do śmierci w 1990 roku.

## Wczesne życie i wpływy
Urodzona w Englewood Cliffs, New Jersey Remler zaczęła grać na gitarze w wieku dziesięciu lat. Słuchała gitarzystów popowych i rockowych, takich jak Jimi Hendrix i Johnny Winter. W Berklee College of Music w latach 70. słuchała gitarzystów jazzowych Charliego Christiana, Wesa Montgomery'ego, Herb Ellisa, Pata Martino i Joe Passa.

## Kariera
Remler osiedliła się w Nowym Orleanie, gdzie grała w klubach bluesowych i jazzowych, współpracując z takimi zespołami jak Four Play i Little Queenie and the Percolators  zanim rozpoczęła karierę nagraniową w 1981 roku. Pochwalił ją gitarzysta jazzowy Herb Ellis, który nazwał ją „nową supergwiazdą gitary” i przedstawił ją na Concord Jazz Festival w 1978 roku.
Jej pierwszy album jako liderki zespołu, Firefly, zebrał pozytywne recenzje  podobnie jak Take Two i Catwalk. Nagrywała razem z gitarzystą Larrym Coryellem. Brała udział w Los Angeles w wersji Sophisticated Ladies z lat 1981–1982 i przez kilka lat koncertowała z Astrud Gilberto. Nakręciła również dwa filmy instruktażowe na temat gitary. W latach 1981–1985 była żoną pianisty Monty’ego Alexandra.
W 1985 roku zdobyła tytuł Gitarzysty Roku w międzynarodowym plebiscycie magazynu Down Beat. W 1988 roku przebywała na rezydencji na Uniwersytecie Duquesne, a rok później otrzymała od Berklee nagrodę Distinguished Alumni. Bob Moses, perkusista Transitions i Catwalk, powiedział: „Emily miała to luźne, zrelaksowane uczucie. Zamachnęła się mocniej i prościej. Nie musiała Cię informować, że była wirtuozem przez pierwsze pięć sekund. ”
Jej pierwszą gitarą był Gibson ES-330 jej brata. Pod koniec lat 80. grała na elektrycznym Borysie B120. Jej gitary akustyczne to między innymi Ovation z serii Collectors z 1984 roku oraz gitara klasyczna Korocusci z nylonowymi strunami, której używała do wykonania bossa novy.
Zapytana, jak bardzo chciała być zapamiętana, odpowiedziała: „Dobre kompozycje, niezapomniana gra na gitarze i mój wkład jako kobiety w muzyce... ale muzyka jest wszystkim i nie ma nic wspólnego z polityką ani ruchem wyzwolenia kobiet ”.
Remler nosiła blizny po jej wieloletnich nałogach, w tym dilaudid i heroinie (która prawdopodobnie przyczyniła się do jej śmierci).  Zmarła na niewydolność serca w wieku 32 lat w domu muzyka Eda Gastona Connells Point, podczas trasy koncertowej po Australii.

## Upamiętnienie
Album Just Friends: A Gathering in Tribute to Emily Remler, Volume 1 (Justice Records JR # 0502-2) został wydany w 1990 roku, a Tom 2 (JR # 0503-2) w 1991 roku. Wykonawcami z tych dwóch albumów byli między innymi gitarzyści: Herb Ellis, Leni Stern, Marty Ashby, Steve Masakowski, basiści: Eddie Gómez, Lincoln Goines, Steve Bailey, perkusista: Marvin "Smitty" Smith, pianiści: Bill O'Connell, David Benoit i saksofonista Nelson Rangell.
David Benoit napisał piosenkę „6-String Poet” ze swojego albumu Inner Motion (GRP, 1990), jako hołd dla Remler.
Książka Madame Jazz: Contemporary Women Instrumentalists z 1995 roku Leslie Gourse zawiera pośmiertny rozdział o Remler, oparty na wywiadach przeprowadzonych za jej życia.
W 2002 roku, gitarzysta Skip Heller nagrał ze swoim kwartetem piosenkę „Emily Remler” ku jej pamięci, wydaną jako utwór nr 5 na jego płycie „Homegoing” (Innova Recordings).
Szósta płyta nowojorskiej gitarzystki jazzowej Sheryl Bailey, „A New Promise” wydana 2 lutego 2010 roku przez wytwórnię MCG Jazz, była hołdem dla Emily Remler, którą Bailey po raz pierwszy zobaczyła w wieku 18 lat na University of Pittsburgh Jazz Festival w 1984 roku, w wyniku czego zainspirowała ją do podjęcia własnych studiów na gitarze: „Utorowała mi drogę” - mówi Bailey o Emily Remler. W „A New Promise” Sheryl Bailey współpracuje z Three Rivers Jazz Orchestra z Pittsburgha, a producent Marty Ashby składa się z ośmiu utworów, w tym trzech skomponowanych przez Remlera („East to Wes”, „Mocha Spice” i „Carenia”).

### Jako lider
| Rok wydania | Tytuł       | Wytwórnia       | Skład zespołu |
| ----------- | ----------- | --------------- | --- |
| 1981        | Catwalk     | Concord         | Z Hankiem Jonesem (fortepian), Bobem Maize (bas) i Jake Hanna (perkusja) |
| 1982        | Take Two    | Concord         | Z Jamesem Williamsem (fortepian), Donem Thomsonem (bas) i Terrym Clarkiem (perkusja). |
| 1983        | Transitions | Concord         | Z Johnem D'earthem (trąbka), Eddiem Gomezem (bas) i Bobem Mosesem (perkusja). |
| 1985        | Catwalk     | Concord         | Z Johnem D'earthem (trąbka), Eddiem Gomezem (bas) i Bobem Mosesem (perkusja). |
| 1985        | Together    | Concord         | Z Larrym Coryellem. |
| 1988        | East To Wes | Concord         | Z Hankiem Jonesem (fortepian), Busterem Williamsem (bas) i Marvinem „Smitty” Smithem (perkusja). |
| 1990        | This Is Me  | Justice Records | Z Davidem Benoitem (instrumenty klawiszowe), Jimmy Johnsonem i Lincolnem Goinesem (bas), Luisem Conte, Edsonem Aparecido da Silva "Café" i Jeffreyem Weberem (perkusja), Jayem Ashby (perkusja i puzon), Jeffem Porcaro, Rickym Sebastianem i Daduką Fonseca (perkusja), Romero Lubambo (gitara akustyczna), Maúcha Adnet (wokal). |

### Jako muzyk towarzyszący
| Rok wydania | Lider                | Album                                               | Wytwórnia |
| ----------- | -------------------- | --------------------------------------------------- | --------- |
| 1981        | The Clayton Brothers | It's All In The Familly                             | Concord   |
| 1985        | Ray Brown            | Soular Energy                                       | Concord   |
| 1986        | John Colianni        | John Colianni                                       | Concord   |
| 1986        | Rosemary Clooney     | Rosemary Clooney Sing the Music of Jimmy Van Heusen | Concord   |
| 1989        | David Benoit         | Waiting For Spring                                  | GRP       |
| 1989        | Susannah McCorkle    | No More Blues                                       | Concord   |
| 1990        | Susannah McCorkle    | Sabia                                               | Concord   |
| 1990        | Richie Cole          | Bossa International                                 | Milestone |

### Kompilacje
- 1991: Retrospective, Volume One: Standarts (Concord)
- 1991: Retrospective, VolumeTwo: Compositions (Concord)

### Filmy
- 1990: Bebop and Swing Guitar (VHS, wznowione na DVD w 2008)
- 1990: Advanced Jazz and Latin Improvisation (VHS, wznowione na DVD w 2008)